# مستجمع مياه الأمطار في الهضبة الوسطى
مستجمع مياه الأمطار في الهضبة الوسطى واحدًا من مستجمعات المياه المغلقة في إيران، ويعتبر المستجمع الرئيسي في تصنيف مستجمعات المياه في إيران. وتبلغ مساحة هذا المستجمع 824,611,2 كيلومترًا مربعًا ويقع أكثر من نصف مساحة إيران في هذا المستجمع. وينقسم مستجمع مياه الأمطار في الهضبة الوسطى إلى 9 مستجمعات فرعية، وأطول نهر يمر به هو نهر «زاينده رود».

## الموقع الجغرافي
إن مستجمع مياه الأمطار في الهضبة الوسطى هو مستجمع الأمطار الوحيد المغلق تمامًا في إيران، حيث تحاصره سلسلة جبال البرز من الشمال، وسلسلة جبال زاغروس من امتداده الشرقي ومن الغرب والجنوب. والحدود الشرقية لهذا المستجمع هي الجبال المنخفضة في شرق إيران. ويعد مستجمع مياه الأمطار في الهضبة الوسطى من أكبر مستجمعات المياه في إيران، حيث تبلغ مساحته 824,356 كيلومترًا مربعًا، ويغطي أكثر من نصف مساحة البلاد. إن هذا المستجمع مغلق، ويتم تصريف كافة تيارات المياه الشاردة الناجمة عن الأمطار في البرك والسهول الداخلية لهذا المستجمع. وأكبر المحطات النهائئة لهذا المستجمع هما صحراء كوير وصحراء لوت.
ويعتبر مستجمع مياه الأمطار في الهضبة الوسطى من أقل المستجمعات الإيرانية من حيث هطول الأمطار. ويبلغ متوسط هطول الأمطار السنوي في هذا المستجمع على المدى الطويل 160 ملم. وتوزيع الأمطار في هذا الحوض غير منتظم. وتم تسجيل أعلى متوسط سنوى لهطول الأمطار على المدى الطويل على أنه يخص مستجمع طشك – بختكان الفرعي حيث يبلغ 400 ملم، وأقل هذا المتوسط يخص مستجمع صحراء الجبل الأسود، حيث يبلغ 83 ملم.